# Schlenzen
Schlenzen bezeichnet eine bestimmte Technik der Ballbehandlung bei den Sportarten Hockey, Fußball und Radball.

## Hockey

### Bewegungsablauf
Im Hockey wird Schlenzen als Technik der Ballbehandlung angewandt. Grundsätzlich kombiniert Schlenzen im Regelfall eine Aufwärtsbewegung des Balles (im Gegensatz zum Schieben – der Ball bleibt dort flach) mit einer starken Vorwärtsbeschleunigung (im Gegensatz zum Lupfen – der Ball geht dort mehr hoch als weit). Charakteristisch für das Schlenzen ist dabei das Einhängen des Balles am Schläger hinter dem Körper, wonach dieser mittels einer Drehbewegung am Körper vorbei beschleunigt wird.
Bei der Ausführung der Technik liegt der Ball bei der Ausholbewegung am Hockeyschläger an und wird durch die Schlägerbewegung beschleunigt. Im Gegensatz dazu wird beim Schlagen die Beschleunigung durch Impulsübertragung erreicht, d. h. der Schläger überträgt die bereits vor Erreichen des Balles bestehende Bewegungsenergie.

### Feldhockey
Da der Ball beim Schlenzen in aller Regel hoch gespielt ist, besteht die Gefahr, dass ein anderer Feldspieler verletzt werden kann.
Häufigste Verwendung dieser Technik ist die Strafecke (Näheres zum Ablauf siehe dort). Aufgrund einer Regeländerung im Jahre 1992 darf hier der erste als Torschuss geschlagene Ball nicht mehr höher als 46 cm (Höhe der Torbretter) die Torlinie überschreiten. Als Reaktion auf diese Regel wurde die bereits aus dem Hallenhockey bekannte Technik des Schlenzens auch für Strafecken adaptiert. Bedingt durch langjähriges Optimieren des Bewegungsablaufs, der fortschreitenden Verlagerung des Spiels auf Kunstrasen und Weiterentwicklung der Schläger (z. B. durch Verbundkunststoffe und Einführung von Vorspann) erreichen Schlenzbälle inzwischen auch Geschwindigkeiten von ca. 100 km/h. Derzeit bekanntester Eckenspezialist weltweit ist Taeke Taekema.
Neben der Strafecke wird der Schlenzer auch im laufenden Spiel verwendet. Ziel ist hierbei meist, eine dicht gestaffelt stehende und durch flache Schläge nicht zu passierende Formation der gegnerischen Mannschaft zu überschlenzen. Durch die erreichbare Weite von mehr als der Hälfte des Platzes kann hierbei ein weit vorne stehender eigener Stürmer angespielt und ein Abwehrriegel überwunden werden. Aktuell darf auch in den Schusskreis hinein geschlenzt werden – soweit der Ball nicht gefährlich ist. Der den Schlenzball annehmende Spieler darf in der Ballannahme nicht angegriffen oder behindert werden, um die Verletzungsgefahr zu verringern.
Oft zu beobachten ist das Schlenzen nach Freischlag. Häufig läuft ein gegnerischer Spieler sofort nach Ausführung des Freischlags auf den Ball zu, um eine gefährliche Situation und damit einen Freischlag für sich herbeizuführen. Dies ist jedoch nur zulässig, wenn dieser Gegner auch versucht, den Ball mit dem Stock zu spielen; blindes Hereinlaufen ist unzulässig.
Bei Angriffen im Schusskreis aus dem laufenden Spiel heraus kann natürlich auch geschlenzt werden.

### Hallenhockey
Beim Hallenhockey darf der Ball grundsätzlich nicht geschlagen werden, so dass das Schlenzen die wichtigste Torschusstechnik darstellt, insbesondere bei der Strafecke. Die im Abschnitt Feldhockey gemachten Ausführungen zum Bewegungsablauf und zum Hockeyschläger treffen auch für das Hallenhockey zu.
Aufgrund der Unzulässigkeit von hohen Bällen außerhalb des Schusskreises kommt eine Verwendung der Technik im laufenden Spiel nur im Schusskreis bei Bällen auf das Tor in Frage. Wegen des im Vergleich zum Feldhockey geringeren Radius des Schusskreises sind platzierte Schlenzer beim Hallenhockey für den Torwart schwer zu halten.

### Fehler
Ein häufiger Fehler von Anfängern ist, dass der Ball statt eines Schlenzers „gelupft“ wird, wodurch sich eine wesentlich geringere Vorwärtsgeschwindigkeit ergibt. Dies mag auch daran liegen, dass der Bewegungsablauf deutlich einfacher ist, da der Ball nicht wie beim Schlenzen am Körper vorbeigeführt wird.
Gelupfte Bälle können effektiv sein, wenn ein hoher Ball temperiert wird, es also mehr auf kontrollierte Länge des Fluges und die Höhenkomponente als auf Weite und Härte ankommt. Dies ist beispielsweise der Fall, wenn der Torwart flach aus dem Tor herauskommt und vom Stürmer aus der Bewegung überwunden werden soll, oder wenn beim Feldhockey z. B. ein Querpass hoch gespielt werden soll.

## Fußball
Im Fußball bezeichnet Schlenzen ebenfalls eine Kombination aus Vorwärts- und Höhenbeschleunigung des Balles durch eine mitnehmende Bewegung. Hierbei wird zwischen Schlenzen mit dem Außen- und dem Innenrist unterschieden.